# 小行星1605
小行星1605（1605 Milankovitch），臨時編號 1936 GA，是一個位於小行星帶的小行星。1936年4月13日由塞爾維亞天文學家彼得·久爾科維奇於比利時于克勒發現。
該小行星以塞爾維亞地球物理學家米盧廷·米蘭科維奇命名。

## 外部連結
- JPL Small-Body Database Browser on 1605 Milankovitch （页面存档备份，存于）

| 前一小行星： (1604) Tombaugh | 小行星列表 | 後一小行星： (1606) Jekhovsky |